# (15110) 2000 CE62
A (15110) 2000 CE62 a Naprendszer kisbolygóövében található aszteroida. A LINEAR projekt keretében fedezték fel 2000. február 2-án.